# Princess Diana (singolo)
Princess Diana è un singolo della rapper statunitense Ice Spice e della rapper trinidadiana Nicki Minaj, pubblicato il 14 aprile 2023 come quarto estratto dall'EP di debutto di Ice Spice Like..?.
Si tratta di una versione remix dell'omonimo brano originariamente interpretato solo da Ice Spice.

## Tracce
Testi e musiche di Isis Gaston, Onika Maraj e Ephrem Lopez.
1. Princess Diana – 2:52

## Classifiche

### Classifiche settimanali
| Classifica (2023) | Posizione massima |
| ----------------- | ----------------- |
| Canada            | 21                |
| Francia           | 158               |
| Grecia            | 42                |
| Irlanda           | 28                |
| Nuova Zelanda     | 31                |
| Regno Unito       | 22                |
| Stati Uniti       | 4                 |
| Sudafrica         | 8                 |

### Classifiche di fine anno
| Classifica (2023) | Posizione |
| ----------------- | --------- |
| Stati Uniti       | 69        |